# 숀 M. 캐럴

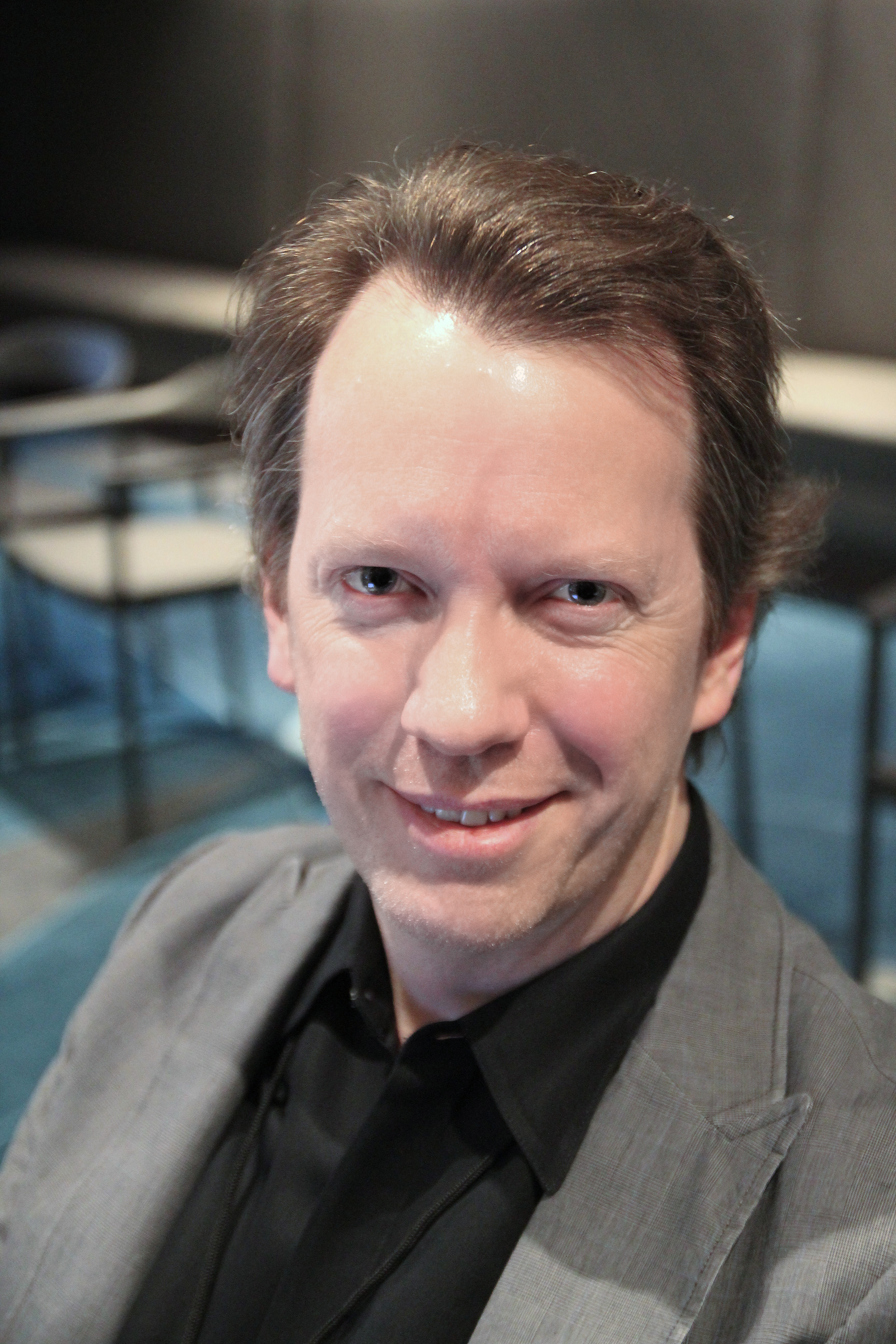
2017년 모습

숀 마이클 캐럴 (Sean Michael Carroll, 1966년 10월 5일 ~ )은 미국의 이론 물리학자이자 철학자로서 양자 역학, 중력 및 우주론 을 전문으로 한다. 그는 (이전) 캘리포니아 공과대학 (Caltech) 물리학과의 월터 버크 이론 물리학 연구소 의 연구 교수이자 산타페 연구소의 외부 교수이다. 그는 2022년 여름부터 볼티모어에 있는 존스홉킨스대학교 자연철학의 홈우드 교수로 재직할 예정이다. 그는 물리학 블로그 Cosmic Variance 에 기고했으며 Nature 와 같은 과학 저널과 The New York Times, Sky & Telescope, New Scientist 등의 다른 출판물에 기고했다. 그는 무신론, 유신론 비판 및 자연주의 옹호로 유명하다. 그는 많은 대중 연설가이자 과학 대중화자로 간주된다. 2007년 캐롤은 미국 국립과학재단으로부터 NSF 우수 강사로 선정되었다.
그는 History Channel의 <i id="mwPg">The Universe</i>, Science Channel의 Through Wormhole with Morgan Freeman, Closer to Truth (Broadcast on PBS ), Comedy Central의 The Colbert Report 에 출연했다. 캐럴은 일반 상대성 이론의 대학원 수준 교과서인 Spacetime And Geometry 의 저자이며 우주론, 시간 물리학 및 힉스 입자에 대한 Great Courses의 강의도 녹음했다. 그는 또한 4개의 인기 있는 책의 저자이기도 하다. 시간의 화살에 관한 영원에서 여기까지, 힉스 입자에 관한 우주 끝의 입자, 큰 그림: 생명, 의미, 우주 자체의 기원 온톨로지, 양자 역학의 기초에 대해 깊이 숨겨진 것 . 그는 2018년 마인드스케이프( Mindscape) 라는 팟캐스트를 시작하여 "과학, 사회, 철학, 문화, 예술 및 아이디어" 전반에 걸쳐 다양한 분야에서 온 다른 전문가와 지식인을 인터뷰한다. 그는 또한 대중 과학 수준에서 단순한 유추보다는 방정식과 수학적 기초로 물리학 교육을 제공하는 "The Biggest Ideas in the Universe"라는 제목의 Youtube 비디오 시리즈를 출판했다. 이 시리즈는 2022년 9월에 출판될 예정인 "The Biggest Ideas in the Universe: Space, Time, and Motion" 시리즈의 새 책 시리즈의 기초가 되었다.
캐럴은 1993년 하버드 대학교 에서 천문학 박사 학위를 받았으며, 그의 고문은 George B. Field였다. 그는 매사추세츠 공과대학교와 산타바바라 캘리포니아 대학교의 Kavli 이론 물리학 연구소 에서 박사후 연구원으로 일했으며 시카고 대학교에서 조교수로 재직하다가 2006년 임기가 거부될 때까지 일했다. 그는 현재 Caltech의 연구 교수이다.
캐럴은 펜실베니아의 Villanova University 에서 천문학, 천체 물리학 및 철학 학사 학위를 받았다.
캐럴은 이론 우주론, 장 이론 및 중력 이론의 여러 영역에서 작업했다. 그의 연구 논문에는 로렌츠 불변성 위반의 모델 및 실험적 제약이 포함된다. 일반 상대성 이론에서 닫힌 시간 곡선의 출현; 현장 이론의 다양한 위상 결함 ; 그리고 추가 시공간 차원의 우주 역학. 그는 암흑 에너지 모델, 일반 물질 및 암흑 물질 과의 상호 작용, 우주론의 일반 상대성 이론 수정에 대해 광범위하게 저술했다. 그는 또한 확률에 대한 보른 규칙의 유도를 포함하여 양자 역학의 기초, 특히 다세계 해석에 대해 연구했다.

## 같이 보기
- 우주론자 목록